# جريمة في الذاكرة (مسلسل)
جريمة في الذاكرة مسلسل سوري مأخوذ عن رواية الجريمة النائمة للكاتبة أجاثا كريستي، عُرض هذا المسلسل في عام 1993م، وهو من بطولة سمر سامي -خالد تاجا- سلوم حداد -عبد الهادي صباغ - ليلى سمور - مي سكاف - نجاح سفكوني - رياض نحاس.

## قصة المسلسل
وتدور أحداث هذا المسلسل عن جريمة قتل حدثت في الماضي، ولم تكتشف إلا بعد مرور 20 عامًا على ارتكابها، يقوم بها الطبيب الذي يجسد دوره الفنان خالد تاجا حيث يقتل هالة التي تجسد دورها الفنانة مي سكاف وتسبب بموت زوج الضحية لاعتقاده بأنه هو من قتل زوجته وتظل هذه الجريمة نائمة حتى تعود ابنة زوج القتيلة بعد 20 عامًا وتستذكر أحداث الجريمة التي رأتها عندما كانت طفلة، إلى أن تكتشف بعد التحريات والبحث غموض الجريمة ويُلقى القبض على القاتل.